# Johora singaporensis
Espèce
Synonymes
- Stoliczia (Johora) singaporensis Ng, 1986[2]

Statut de conservation UICN

 CR B1ab(iii)+2ab(iii) : 
En danger critique
Johora singaporensis est une espèce de crabes d'eau douce pouvant atteindre 30 millimètres, endémique de Singapour et faisant partie de la liste des 100 espèces les plus menacées au monde établie par l'UICN en 2012.

## Étymologie
Son nom spécifique, composé de singapo[r] et du suffixe latin -ensis, « qui vit dans, qui habite », lui a été donné en référence au lieu de sa découverte.

## Écologie
J. singaporensis vit dans des ruisseaux traversant une forêt non perturbée où il se cache sous des rochers au bord du ruisseau, dans des agrégats de feuilles ou de détritus, ou même dans des trous d'eau presque stagnante. Il est principalement nocturne et se nourrit de vers et de détritus et d’oligochètes qui vivent dans le lit de la rivière.

## Distribution
J. singaporensis ne vit qu'à Singapour et n'a jamais été enregistré que sur deux sites. L'un d'entre eux se trouvait à l'intérieur de la réserve naturelle de Bukit Timah, mais on pense que cette population est disparue du fait que des enquêtes récentes n'ont pas permis de trouver d'exemples dans cette réserve. La deuxième population se trouve en dehors de la réserve naturelle de Bukit Batok, une partie sur des terres privées et une autre partie sur des terres militaires. L'acidification du premier cours d'eau a peut-être provoqué la disparition de la première population, alors que l'abaissement de la nappe phréatique dans le deuxième cours menace la deuxième population.

## Phylogénie
Les membres de la famille de J. sinaporensis du genre Johora se trouvent de l'autre côté du détroit de Johor, dans la péninsule malaise adjacente et sur certaines îles au large des côtes, faisant de J. singaporensis l'espèce la plus méridionale du genre .Il constitue probablement le groupe frère d'un clade composé de J. tiomanensis, J. counsilmani, J. murphyi, J. johorensis, J. gapensis et J. intermedia, dont il s'est séparé il y a environ 5 millions d'années, à une époque où les changements du niveau de la mer dans le monde ont peut-être ouvert un pont terrestre à Singapour.
J. singaporensis est l’un des trois crabes d’eau douce endémiques de Singapour. Les autres sont Irmengardia johnsoni et Parathelphusa reticulata, une espèce en voie de disparition.